# 九龙吐珠
九龙吐珠为广东潮汕地区特色的大型民居聚落。主体建筑群由九座建筑沿中心轴对称，中心为一座“三座落”的大祠堂，左右各四座“四点金”簇拥，呈“田”字型。前面是前埕，后面建筑称“后包”或“后库”。

## 建筑实例
- 潮阳铜盂镇明安里